# N2-Méthylguanine
La N2-méthylguanine est une base nucléique purique dérivée de la guanine par méthylation. Elle est présente naturellement dans certains ARN de transfert et ARN ribosomiques sous forme de N2-méthylguanosine.